# Liste des circonscriptions parlementaires en Irlande du Nord
 (juillet 2024).
L'Irlande du Nord est divisée en 18 circonscriptions parlementaires décomposées en 4 circonscription urbaines à Belfast et 14 county constituencies sur le reste du territoire. Chaque circonscription élit un Membre du Parlement (MP) à la Chambre des communes à Westminster et six Membre (MLAs) de l'Assemblée d'Irlande du Nord à Stormont.
L'Article 33 de la loi sur l'Irlande du Nord de 1998  prévoit que les circonscriptions pour l'Assemblée d'Irlande du Nord sont les mêmes que les circonscriptions qui sont utilisés pour le Parlement du Royaume-Uni.)
Ces circonscriptions parlementaires ne sont pas utilisés pour les autres niveaux d'élections en Irlande du Nord. On utilise alors les 11 districts de gouvernement local.
| Nom | Limites actuelles                                |
| --- | ------------------------------------------------ |
| 1. Belfast East 2. Belfast North 3. Belfast South 4. Belfast West 5. East Antrim 6. East Londonderry 7. Fermanagh & South Tyrone 8. Foyle 9. Lagan Valley 10. Mid Ulster 11. Newry & Armagh 12. North Antrim 13. North Down 14. South Antrim 15. South Down 16. Strangford 17. Upper Bann 18. West Tyrone | Parliamentary constituencies in Northern Ireland |

## Élection générale de 2017
- Democratic Unionist
- Sinn Féin
- Social Democratic and Labour
- Ulster Unionist
- Alliance Party
- Indépendant

Les données de cette table proviennent du BBC Election Website. Les résultats officiels complets des élections générales de 2017 en Irlande du Nord peuvent être consultés sur le site Web du bureau électoral d'Irlande du Nord.
| Nom                         | Electeur | Majorité | Member of Parliament | Member of Parliament | Opposition | Opposition         | Unionist % | Nationaliste % | Autre % | Plan |
| --------------------------- | -------- | -------- | -------------------- | -------------------- | ---------- | ------------------ | ---------- | -------------- | ------- | --- |
| Belfast East BC             | 63,495   | 8,474    |                      | Gavin Robinson       |            | Naomi Long         | 60.1       | 2.5            | 37.4    | A very small constituency, located in the east of the country. |
| Belfast North BC            | 68,249   | 2,081    |                      | Nigel Dodds          |            | John Finucane      | 46.2       | 47.0           | 6.8     | A very small constituency, located in the east of the country |
| Belfast South BC            | 66,105   | 1,996    |                      | Emma Pengelly        |            | Alasdair McDonnell | 34.5       | 42.2           | 23.3    | A very small constituency, located in the East of the country. |
| Belfast West BC             | 62,423   | 21,652   |                      | Paul Maskey          |            | Frank McCoubrey    | 13.4       | 74.6           | 12.1    | A very small constituency, located in the East of the country. |
| East Antrim CC              | 62,908   | 15,923   |                      | Sammy Wilson         |            | Stewart Dickson    | 71.7       | 12.7           | 15.6    | A medium-sized constituency, located in the East of the country. |
| East Londonderry CC         | 67,038   | 8,842    |                      | Gregory Campbell     |            | Dermot Nicholl     | 61.9       | 37.3           | 6.2     | A fairly large constituency, located in the north of the country. |
| Fermanagh & South Tyrone CC | 70,601   | 875      |                      | Michelle Gildernew   |            | Tom Elliott        | 45.5       | 52.0           | 2.5     | A very large constituency, comprising the southwest area of the country. |
| Foyle CC                    | 70,324   | 169      |                      | Elisha McCallion     |            | Mark Durkan        | 16.1       | 79.0           | 4.8     | A medium-sized constituency found in the south east of the county. |
| Lagan Valley CC             | 72,380   | 19,229   |                      | Jeffrey Donaldson    |            | Robbie Butler      | 77.4       | 11.0           | 11.6    | A medium constituency located inland, in the southeast of the country. |
| Mid Ulster CC               | 68,485   | 12,890   |                      | Francie Molloy       |            | Keith Buchanan     | 33.4       | 64.3           | 2.3     | A medium constituency, located slightly to the north and west of the centre of the country.                                                                                              |
| Newry & Armagh CC           | 78,266   | 12,489   |                      | Mickey Brady         |            | William Irwin      | 32.9       | 64.8           | 2.3     | A medium constituency in the south of the country. |
| North Antrim CC             | 75,657   | 20,643   |                      | Ian Paisley, Jr.     |            | Cara McShane       | 72.9       | 21.6           | 5.6     | A large constituency in the north of the county. |
| North Down CC               | 64,334   | 1,208    |                      | Sylvia Hermon        |            | Alex Easton        | 81.5       | 2.4            | 15.9    | A medium-sized constituency found in the south east of the county. |
| South Antrim CC             | 68,244   | 3,208    |                      | Paul Girvan          |            | Danny Kinahan      | 69.0       | 23.6           | 7.4     | A medium constituency located in the extreme south west of the county. |
| South Down CC               | 75,685   | 2,446    |                      | Chris Hazzard        |            | Margaret Ritchie   | 21.3       | 75.0           | 3.6     | A medium constituency located in the centre of the county. Due to the elongated shape of the county, no constituencies border it to the north or the south despite its central location. |
| Strangford CC               | 64,327   | 18,343   |                      | Jim Shannon          |            | Kellie Armstrong   | 74.7       | 9.0            | 16.3    | A small constituency. It is situated in the south west of the county, although it borders another constituency located further south west.                                               |
| Upper Bann CC               | 80,168   | 7,992    |                      | David Simpson        |            | John O'Dowd        | 58.9       | 36.5           | 4.5     | A large constituency in the north of the county. |
| West Tyrone CC              | 64,009   | 10,342   |                      | Barry McElduff       |            | Tom Buchanan       | 32.1       | 63.7           | 4.2     | A medium-sized constituency found in the south east of the county. |

1. ↑  BC denotes borough constituency, CC denotes county constituency.
2. ↑  The majority is the number of votes the winning candidate receives more than their nearest rival.